# Johann Peter Adolf Erman
Pour les articles homonymes, voir Erman.
Johann Peter Adolf Erman (né à Berlin, le 31 octobre 1854 - mort le 26 juin 1937) est un égyptologue et lexicographe allemand. Il est connu comme fondateur de l'école d'égyptologie de Berlin.

## Biographie
Adolf Erman naît à Berlin d’une famille de savants huguenote. Son père, Georg Adolphe Erman (1806—1877), est professeur de physique à l’université de Berlin. Après avoir été diplômé du lycée français de Berlin, il étudie l'égyptologie à l'université de Leipzig avec Georg Moritz Ebers. Comme ses frères, il devient membre de la Leipziger Burschenschaft Germania,,. Il passe à l'université Frédéric-Guillaume de Berlin et suit les cours de Karl Richard Lepsius. Il devient professeur d'égyptologie de cette université en 1884, prenant la succession de Lepsius. L'année suivante, il est nommé directeur du musée égyptien de Berlin et occupe cette fonction jusqu’en 1914. En 1934, il est exclu de l’université car sa grand-mère du côté paternel, Caroline Hitzig (1784—1848), est d’origine juive.
Erman a la difficile tâche de restituer la grammaire de la langue égyptienne et passe trente ans à l'étude de ce sujet, la plus grande partie des textes égyptiens après le Moyen Empire ayant été écrits dans ce qui était alors pratiquement une langue morte.
Son Neuägyptische Grammatik de 1880 traite des textes écrits dans la langue du Nouvel Empire (XVIIIe à XXe dynasties). Puis un papyrus d'histoires écrit dans la langue populaire du Moyen Empire lui fournit des éléments pour compléter la Neuägyptische Grammatik. Les textes des pyramides lui permettent d'esquisser la grammaire de la plus ancienne forme connue de l'écriture égyptienne, et en 1894 il écrit un manuel d'égyptien pour les débutants (Ägyptische Grammatik, 4th ed., 1928), centré sur la langue des Moyen et Nouvel Empire, mais avec des références à des formes antérieures ou plus tardives.
Dès 1895, il est membre de l’Académie royale des sciences de Prusse. En 1918, il reçoit la décoration Pour le Mérite au titre des arts et des sciences (« Pour le Mérite für Wissenschaften und Künste »).

## Publications
- Neuägyptische Grammatik, Leipzig 1880.
- La Vie dans l'Égypte antique, traduit par HM Tirard (Londres, 1894, version en ligne à l'Internet Archive) (l'original Ägypten und Ägyptisches Leben im Altertum. 2 vol., a été publié en 1885, 1887 à Tübingen).
- Die Sprache des Papyrus Westcar. (Abhandlungen der königlichen Gesellschaft der Wissenschaften zu Göttingen. Band 36, Göttingen 1889.
- Grammaire égyptienne : avec tableau des signes, bibliographie, exercices de lecture et glossaire, 1894 (version en ligne à l'Internet Archive) (Ägyptische Grammatik, 1894)
- Ägyptische Grammatik, 2e éd. 1902, 4e 1928.
- Die Flexion des ägyptischen Verbums dans le Sitzungsberichte
- Das Verhältnis der ägyptischen zu den semitischen Sprachen (Zeitschrift der deutschen morgenländischen Gesellschaft, 1892), Zimmern, 1898.
- Flexion des Aegyptischen Verbums (Sitzungsberichte d. Berl. Akad., 1900).
- Die aegyptische Religion, Berlin 1905.
- Aegyptisches Handwörterbuch, Berlin 1921. (avec Hermann Grapow)
- Wörterbuch der ägyptischen Sprache, 13 vol. Berlin 1926—1963. (avec Hermann Grapow)
- Mein Werden und mein Wirken, Leipzig 1929
- La civilisation égyptienne, Paris 1952.
- La religion des Ègyptiens, Paris 1952
- L’Égypte des pharaons, Paris 1980.
- Die Religion der Ägypter. Neuaufl. 1978, 2e éd. 2001.